# Brieulles-sur-Bar

Brieulles-sur-Bar este o comună în departamentul Ardennes din nordul Franței. În 1 ianuarie 2022 avea o populație de 224 de locuitori.